# Canapé (soporte)

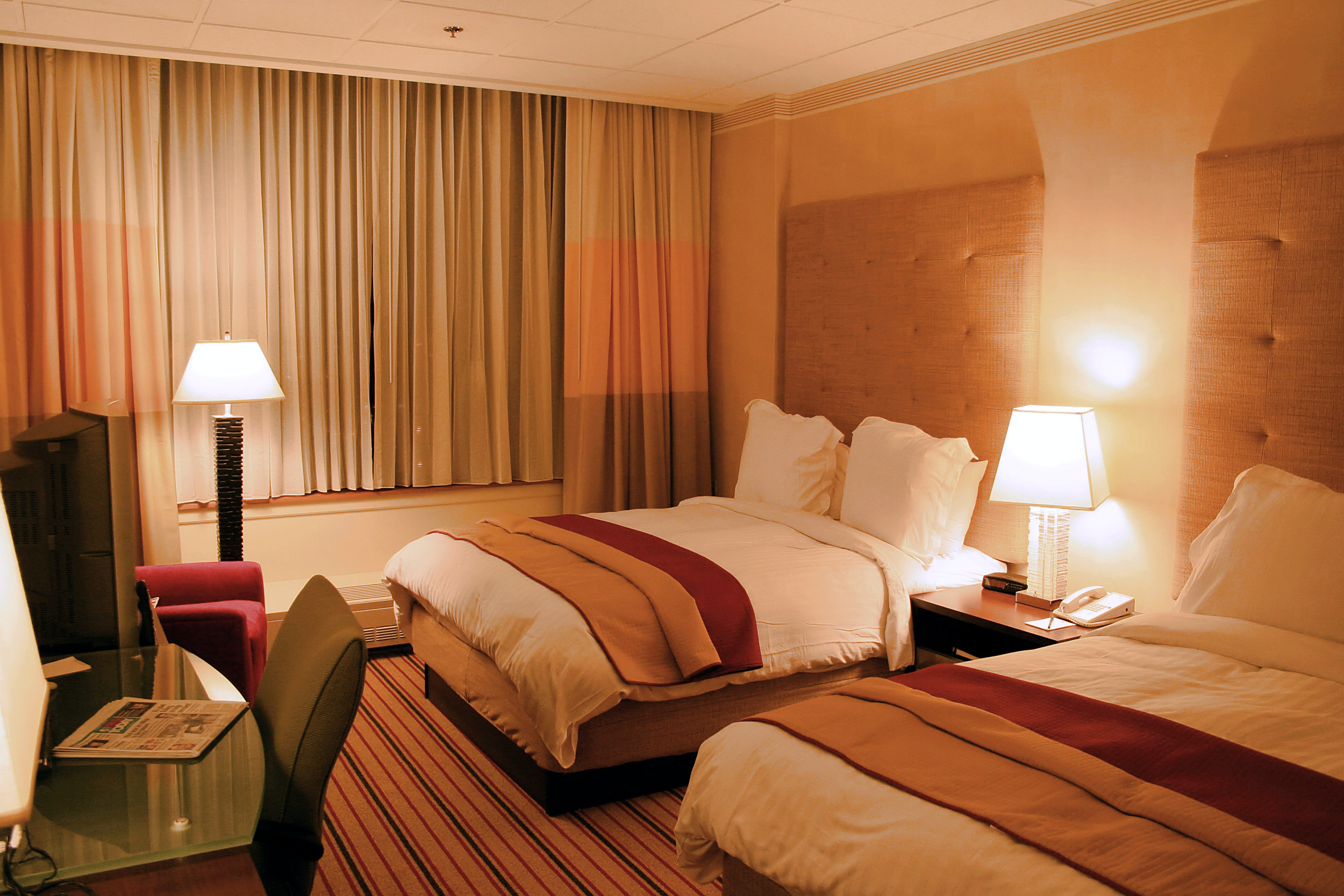
Camas con canapé en una habitación de hotel.

El canapé es un   arcón abatible, que sirve de soporte al colchón.

## Características
El canapé consiste en una superficie lisa que se asienta sobre una estructura metálica y tiene un faldón lateral de madera. El canapé se tapiza a juego con el colchón pudiendo tener una utilidad decorativa o funcional. En este segundo caso, destacan los siguientes tipos:
- Canapé con cajones. En el bastidor se encajan uno o dos cajones bien en la parte frontal, bien en la lateral.
- Canapé abatible. Mediante un juego de pistones, la base se levanta junto con el colchón dejando al descubierto un arcón útil para guardar ropa, juguetes u otros enseres.
- Canapé nido abatible. Se caracteriza por tener las mismas funciones que un canapé abatible, pero con la diferencia de que además de tener un espacio extra para guardar elementos, incorpora una cama auxiliar en la parte inferior del mismo. Esta tiene  generalmente las mismas medidas que la principal, pero con la salvedad de que el colchón a usar tiene que ser de menor altura, entre 17-18cm. Este tipo de canapés nido abatibles son muy comunes en habitaciones juveniles o en aquellas cuyo espacio es reducido. Ejemplo de canapé nido abatible puede verse aquí. En el siguitente enlace usted puede obtener información más detallada de todas las características de un canapé abatible.

## Estructura
El canapé se compone básicamente de tres elementos: la base o caja, la tapa y el sistema de apertura.
La base del canapé habitualmente es de madera de alta densidad, para soportar el peso de la tapa y de los durmientes, aunque puede incluir herrajes metálicos para reforzarla. Algunos modelos están forrados de cuero sintético (polipiel) o tela. La base es aprovechada como un "armario horizontal", debido a una gran capacidad de almacenamiento. En ella se suele depositar ropa de cama y otros textiles, zapatos, accesorios, etc. Esta es una de las razones por la que cada vez son más populares los canapés frente a los sistemas clásicos de cama, como la base tapizada o el somier.
La tapa del canapé es la base de la cama donde se asentará el colchón. La tapa tiene unos acabados similares a los de la base, para seguir una estética decorativa. Sin embargo, su composición es más específica para dar soporte al colchón. Algunos modelos disponen de canales de ventilación para dar una mejor transpiración. Además, no se recomienda el uso de colchones de gel con este tipo de bases, precisamente por los problemas de transpiración. Aunque la superficie del canapé ha sido tradicionalmente rígida, en los últimos años los fabricantes ofertan también canapés con base de somier. Como versión económica, existen canapés cuya base está formada por una plancha rígida de cartón ondulado.
El sistema de apertura más común consiste en unos pistones de gas hidráulico. Puede ser apertura frontal (desde el pie de la cama) o lateral.